# Frazier Glenn Miller
Frazier Glenn Miller, Jr., comúnmente conocido como Glenn Miller (Carolina del Norte, 23 de noviembre de 1940 - El Dorado, Condado de Butler, Kansas, 3 de mayo de 2021) fue un asesino relámpago, terrorista, periodista y político estadounidense, exlíder del desaparecido Partido Patriota Blanco con sede en Carolina del Norte (antes conocido como los Caballeros de Carolina del Ku Klux Klan). 

## Biografía
Condenado por cargos criminales relacionados con armas y violación de una orden judicial contra el paramilitarismo, también fue un candidato perenne para un cargo público. Fue defensor del nacionalismo blanco, el separatismo blanco, el wotanismo y de las teorías conspirativas antisemitas.
El 13 de abril de 2014, Miller fue arrestado tras el tiroteo en el Centro Comunitario Judío de Overland Park en Kansas. Los fiscales del condado de Johnson lo acusaron inicialmente de un cargo de asesinato capital y un cargo de asesinato en primer grado. El 17 de octubre de 2014, el cargo por asesinato en primer grado fue desestimado y las tres muertes se incluyeron en un solo cargo de homicidio capital. Miller también fue acusado de tres cargos de intento de asesinato en primer grado por supuestamente dispararle a otras tres personas. El 18 de diciembre de 2014, fue declarado competente para ser juzgado y los fiscales anunciaron que buscaban la pena de muerte en su contra.
El 31 de agosto de 2015, Miller fue declarado culpable del tiroteo en Overland Park de un cargo de asesinato capital, tres cargos de intento de asesinato y asalto y cargos de armas. Ocho días después, el mismo jurado recomendó que Miller fuera ejecutado mediante inyección letal. El 10 de noviembre de 2015 fue formalmente condenado a muerte. Murió en El Dorado Correctional Facility el 3 de mayo de 2021.

## Otras lecturas
- Zeskind, Leonard (2010). Blood and Politics: The History of the White Nationalist Movement from the Margins to the Mainstream. New York: Farrar, Straus and Giroux. ISBN 978-0-374-10903-5.